# Bingo

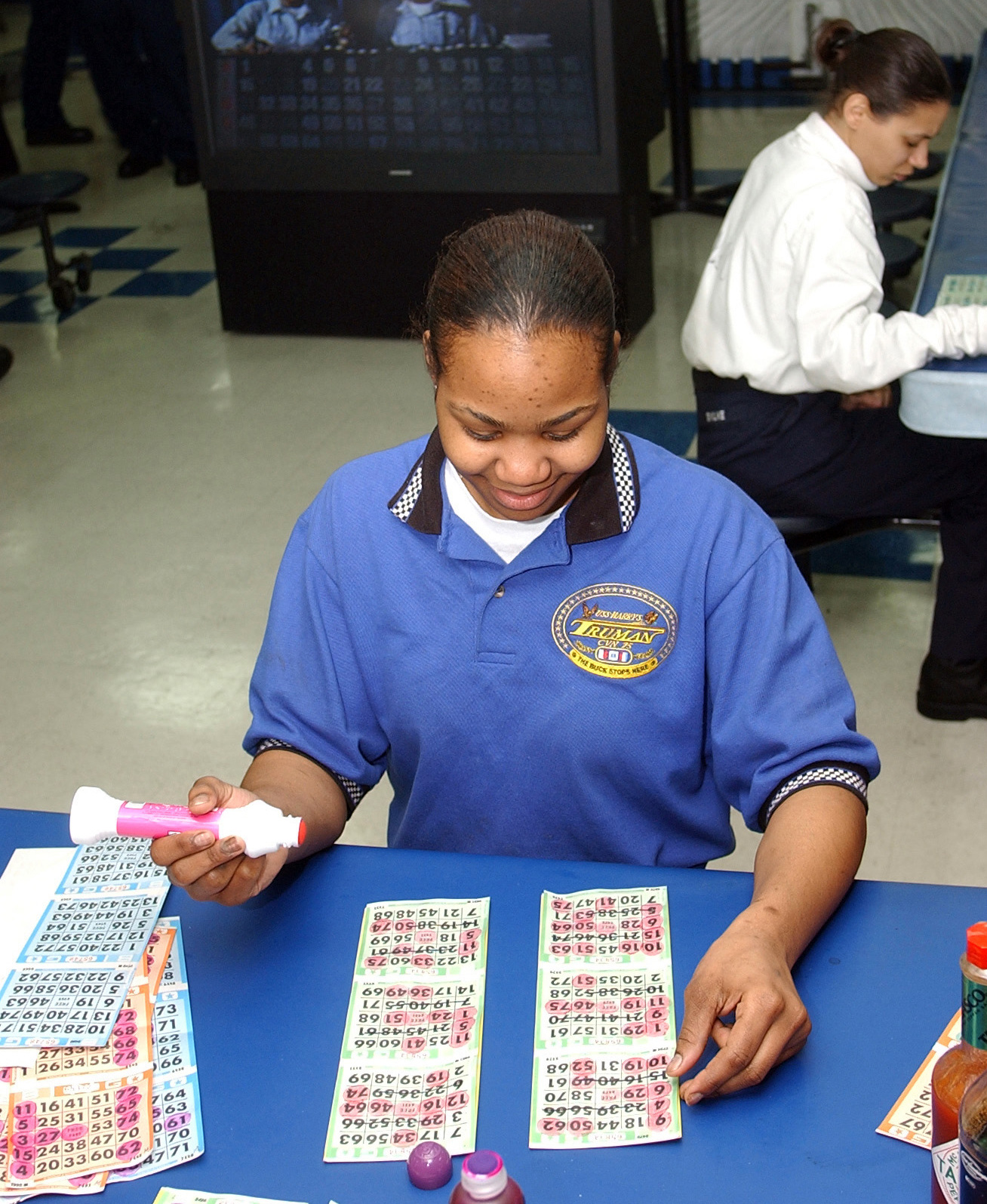
Il gioco del bingo negli Stati Uniti

Il bingo è un gioco d'azzardo simile alla tombola. In Italia, il gioco del bingo si svolge esclusivamente in apposite sale autorizzate dai Monopoli di stato.

## Regole del gioco
Il gioco che si pratica in Italia deriva dal lotto e segue quasi integralmente le regole del tradizionale gioco della tombola con l'unica variante che si vince solo con la cinquina ed il bingo (corrispondenti alla quintina ed alla tombola del gioco tradizionale).

### Le cartelle

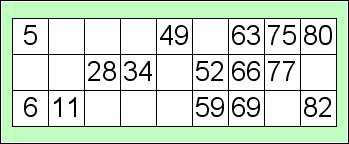
Esempio di disposizione dei numeri su di una cartella per il bingo

Prima di cominciare ogni partita ai giocatori vengono vendute le cartelle con stampate tre file di cinque numeri ciascuna per un totale di quindici numeri. La distribuzione dei numeri sulla cartella segue uno schema che garantisce cinque numeri per fila ed almeno un numero per ogni colonna.

### L'estrazione
L'estrazione dei numeri viene effettuata con delle macchine elettropneumatiche ad estrazione automatica all'interno delle quali vi sono 90 palline (negli USA il gioco è con 75 numeri), numerate da 1 a 90, continuamente rimescolate.

### Le palline
Le palline per il bingo devono avere le seguenti caratteristiche:
- Numeri stampati in dieci posizioni a ricoprire tutta la superficie della pallina.
- Colore di fondo bianco con i numeri stampati in nero, blu, verde o rosso.
- Diametro di 38,5 mm.
- Peso di 2,5 grammi.
- Devono essere realizzate in nitrato di cellulosa, come le palline per il ping-pong.
- Il limite massimo di partite che il regolamento del gioco del bingo consente di effettuare con lo stesso set di 90 palline è di 5.000. Al raggiungimento di tale soglia il set va necessariamente sostituito. Ogni set palline ha un codice (o numero di serie) che identifica il set stesso e la ditta fornitrice. Ad ogni cambio set palline il numero di serie va obbligatoriamente comunicato ad AAMS che potrà così verificare che non si superino le 5.000 partite. I set di palline sostituiti vanno conservati e tenuti a disposizione per enti di controllo che potranno verificare, in ogni momento, che sia stato rispettato quanto previsto dalla normativa.

#### Bingo
Il giocatore che per primo annulla tutti i quindici numeri presenti sulla sua cartella si aggiudica il premio "Bingo", al momento corrispondente al 51%.

#### Cinquina
Il giocatore che per primo annulla tutti i cinque numeri presenti su una delle tre file della sua cartella si aggiudica il premio "Cinquina", al momento corrispondente al 7% della raccolta della partita.

#### Bingo One
Il Bingo One viene messo in palio al raggiungimento di una quota, variabile tra 50 e 4.000 euro, stabilita mensilmente da ciascuna sala, accumulata con il 4% dell'incasso di ogni partita.
Il premio è assegnato, in aggiunta al premio "Bingo", al giocatore che realizza il bingo con un numero di palline estratte uguale o inferiore a 46. Nel caso in cui non si realizzi il bingo con un numero di palline estratte uguale o inferiore a 46, il premio verrà messo in palio nella partita o nelle partite successive al giocatore che realizza il bingo con un numero di palline estratte uguale o inferiore a 47 incrementato di un'unità in ciascuna delle partite successive.

#### Bingo One Extra
È un premio che viene assegnato unitamente al bingo one. Il premio bingo one extra raddoppia il valore del bingo one per chi effettua bingo nella 46ª o 47ª pallina della sessione bingo one. Il premio bingo one extra aggiunge al premio bingo one un valore del 50% in più per chi effettua bingo nella 48ª o 49ª pallina della sessione bingo one.

#### Super Bingo
Il Super Bingo è un premio messo in palio in tutte le partite, in aggiunta al premio "Bingo", per il giocatore che realizza il bingo con un numero di palline estratte uguale o inferiore a 38.
L'importo del Super Bingo è costituito da un valore che può variare dal 40% al 
60% del fondo premi speciali stabilita mensilmente da ciascuna sala. Per ogni singola partita il fondo premi speciali viene incrementato dal 6% dell'incasso.
La difficoltà nel realizzare tale vincita rende il Super Bingo il premio più popolare tra i frequentatori delle sale bingo in quanto spesso può raggiungere cifre notevoli.

#### Super Cinquina
La Super Cinquina è stata abolita dal 1º luglio del 2007 in concomitanza con l'introduzione del Bingo One. Veniva messa in palio in tutte le partite, in aggiunta al premio "Cinquina", per il giocatore che realizzava la cinquina con un numero di palline estratte uguale o inferiore a 6.

#### Bingo Oro
Il Bingo Oro è un premio messo in palio solamente in determinate partite previo annuncio da parte del direttore di gioco. Il premio viene assegnato, in aggiunta al premio "Bingo", al giocatore che realizza il bingo entro il numero di palline estratte compreso tra 39 e 43.
L'importo del Bingo Oro è costituito dal 20% del fondo premi speciali. Per ogni singola partita il fondo premi speciali viene incrementato dal 6% dell'incasso.

#### Bingo Argento
Il Bingo Argento è un premio messo in palio solamente in determinate partite previo annuncio da parte del direttore di gioco. Il premio viene assegnato, in aggiunta al premio "Bingo", al giocatore che realizza il bingo entro il numero di palline estratte compreso tra 44 e 46.
L'importo del Bingo Argento è costituito dal 10% del fondo premi speciali. Per ogni singola partita il fondo premi speciali viene incrementato dal 6% dell'incasso.

#### Bingo Bronzo
Il Bingo Bronzo è un premio messo in palio solamente in determinate partite previo annuncio da parte del direttore di gioco. Il premio viene assegnato, in aggiunta al premio "Bingo", al giocatore che realizza il bingo entro un numero che viene definito mensilmente da ciascuna sala.
L'importo del Bingo Bronzo è costituito dal 5% del fondo premi speciali. Per ogni singola partita il fondo premi speciali viene incrementato dal 6% dell'incasso.

#### Bingo Happy
Il Bingo Happy è stato introdotto nell'estate del 2014. Ogni sala cumula un montepremi con l'1% o 2% dei proventi delle partite che assegna unitamente al premio bingo in un giorno e un orario stabilito dalla sala stessa. Può essere giocato più volte durante una settimana e può raggiungere un importo massimo di 4.000€.

## Le sale bingo in Italia
Dopo un'iniziale e sproporzionata offerta di concessioni, se ne misero a disposizione circa 800, da parte dell'AAMS (Amministrazione Autonoma dei Monopoli di Stato) il settore si è andato riorganizzando con la chiusura di sale aperte in località poco popolate o difficilmente raggiungibili.
Già nel 2004 risultavano attive circa 310 concessioni per sale bingo sul territorio nazionale, scese a 212 al 20 ottobre del 2008, 229 al 10 marzo 2010, 226 al 23 gennaio 2013, 211 al 24 luglio 2014, 208 al 30 marzo 2015, 204 al 13 settembre 2017, 198 al 2 dicembre 2019, 191 al 31 dicembre 2021, ed attestatesi al 31 dicembre 2022 a 185, con copertura di 18 regioni su 20 e 78 provincie su 110.
In Italia, il bingo coinvolge oltre 1 milione di persone, metà delle quali frequentano le sale bingo in maniera sistematica.  Nel 2006 ha incassato circa 1,8 miliardi di euro e sono state vendute oltre 1,6 miliardi di cartelle, di cui circa il 65% del valore di 1 euro.

### Diffusione sul territorio italiano
| Pos. | Regione               | Provincia       | Sale Bingo 2015 | Sale Bingo 2014 | Sale Bingo 2013 | Sale Bingo 2009 |
| ---- | --------------------- | --------------- | --------------- | --------------- | --------------- | --------------- |
| 1    | Lazio                 | Roma            | 22              | 22              | 23              | 21              |
| 2    | Campania              | Napoli          | 20              | 19              | 20              | 19              |
| 3    | Lombardia             | Milano          | 8               | 9               | 10              | 12              |
| 4    | Sicilia               | Palermo         | 8               | 7               | 8               | 7               |
| 5    | Sicilia               | Catania         | 7               | 6               | 7               | 7               |
| 6    | Piemonte              | Torino          | 7               | 7               | 7               | 7               |
| 7    | Lombardia             | Bergamo         | 5               | 5               | 5               | 4               |
| 8    | Sicilia               | Messina         | 5               | 5               | 5               | 5               |
| 9    | Emilia-Romagna        | Modena          | 5               | 5               | 5               | 4               |
| 10   | Campania              | Salerno         | 5               | 5               | 5               | 5               |
| 11   | Lombardia             | Brescia         | 4               | 4               | 4               | 4               |
| 12   | Piemonte              | Cuneo           | 4               | 4               | 4               | 4               |
| 13   | Campania              | Caserta         | 3               | 3               | 4               | 4               |
| 14   | Lombardia             | Pavia           | 3               | 3               | 4               | 4               |
| 15   | Veneto                | Verona          | 3               | 3               | 4               | 4               |
| 16   | Piemonte              | Alessandria     | 3               | 3               | 3               | 3               |
| 17   | Sardegna              | Cagliari        | 3               | 3               | 3               | 3               |
| 18   | Emilia-Romagna        | Forlì-Cesena    | 3               | 3               | 3               | 3               |
| 19   | Liguria               | Genova          | 3               | 3               | 3               | 3               |
| 20   | Lazio                 | Latina          | 3               | 3               | 3               | 2               |
| 21   | Puglia                | Taranto         | 3               | 3               | 3               | 3               |
| 22   | Veneto                | Venezia         | 3               | 3               | 3               | 0               |
| 23   | Puglia                | Bari            | 2               | 2               | 5               | 7               |
| 24   | Emilia-Romagna        | Bologna         | 2               | 3               | 4               | 4               |
| 25   | Sicilia               | Caltanissetta   | 2               | 2               | 2               | 2               |
| 26   | Abruzzo               | Chieti          | 2               | 2               | 2               | 1               |
| 27   | Toscana               | Lucca           | 2               | 2               | 2               | 2               |
| 28   | Emilia-Romagna        | Parma           | 2               | 2               | 2               | 2               |
| 29   | Abruzzo               | Pescara         | 2               | 2               | 2               | 2               |
| 30   | Emilia-Romagna        | Ravenna         | 2               | 2               | 2               | 2               |
| 31   | Calabria              | Reggio Calabria | 2               | 2               | 2               | 1               |
| 32   | Emilia-Romagna        | Reggio Emilia   | 2               | 2               | 2               | 2               |
| 33   | Emilia-Romagna        | Rimini          | 2               | 2               | 2               | 2               |
| 34   | Sardegna              | Sassari         | 2               | 2               | 2               | 2               |
| 35   | Liguria               | Savona          | 2               | 2               | 2               | 2               |
| 36   | Sicilia               | Siracusa        | 2               | 2               | 2               | 1               |
| 37   | Sicilia               | Trapani         | 2               | 2               | 2               | 2               |
| 38   | Veneto                | Treviso         | 2               | 2               | 2               | 2               |
| 39   | Friuli-Venezia Giulia | Udine           | 2               | 2               | 2               | 2               |
| 40   | Lombardia             | Varese          | 2               | 2               | 2               | 2               |
| 41   | Veneto                | Vicenza         | 2               | 2               | 2               | 2               |
| 42   | Marche                | Ancona          | 2               | 2               | 1               | 2               |
| 43   | Toscana               | Firenze         | 2               | 1               | 1               | 1               |
| 44   | Lazio                 | Frosinone       | 2               | 1               | 1               | 2               |
| 45   | Sicilia               | Agrigento       | 1               | 1               | 1               | 1               |
| 46   | Toscana               | Prato           | 1               | 2               | 2               | 2               |
| 47   | Sicilia               | Ragusa          | 1               | 1               | 2               | 2               |
| 48   | Umbria                | Perugia         | 1               | 2               | 2               | 2               |
| 49   | Lombardia             | Monza e Brianza | 1               | 2               | 2               | 0               |
| 50   | Toscana               | Arezzo          | 1               | 1               | 1               | 2               |
| 51   | Puglia                | Lecce           | 1               | 1               | 2               | 2               |
| 52   | Trentino-Alto Adige   | Bolzano         | 1               | 1               | 1               | 1               |
| 53   | Puglia                | Brindisi        | 1               | 1               | 1               | 1               |
| 54   | Molise                | Campobasso      | 1               | 1               | 1               | 1               |
| 55   | Lombardia             | Como            | 1               | 1               | 1               | 1               |
| 56   | Lombardia             | Cremona         | 1               | 1               | 1               | 2               |
| 57   | Calabria              | Cosenza         | 1               | 1               | 1               | 1               |
| 58   | Emilia-Romagna        | Ferrara         | 1               | 1               | 1               | 1               |
| 59   | Toscana               | Grosseto        | 1               | 1               | 1               | 1               |
| 60   | Abruzzo               | L'Aquila        | 1               | 1               | 1               | 1               |
| 61   | Liguria               | La Spezia       | 1               | 1               | 1               | 1               |
| 62   | Toscana               | Livorno         | 1               | 1               | 1               | 1               |
| 63   | Lombardia             | Lodi            | 1               | 1               | 1               | 1               |
| 64   | Marche                | Macerata        | 1               | 1               | 1               | 1               |
| 65   | Lombardia             | Mantova         | 1               | 1               | 1               | 3               |
| 66   | Piemonte              | Novara          | 1               | 1               | 1               | 1               |
| 67   | Veneto                | Padova          | 1               | 1               | 1               | 1               |
| 68   | Emilia-Romagna        | Piacenza        | 1               | 1               | 1               | 1               |
| 69   | Toscana               | Pisa            | 1               | 1               | 1               | 1               |
| 70   | Toscana               | Pistoia         | 1               | 1               | 1               | 1               |
| 71   | Friuli-Venezia Giulia | Pordenone       | 1               | 1               | 1               | 1               |
| 72   | Toscana               | Siena           | 1               | 1               | 1               | 1               |
| 73   | Abruzzo               | Teramo          | 1               | 1               | 1               | 1               |
| 74   | Umbria                | Terni           | 1               | 1               | 1               | 1               |
| 75   | Trentino-Alto Adige   | Trento          | 1               | 1               | 1               | 1               |
| 76   | Friuli-Venezia Giulia | Trieste         | 1               | 1               | 1               | 1               |
| 77   | Lazio                 | Viterbo         | 1               | 1               | 1               | 1               |
| 78   | Veneto                | Rovigo          | 1               | 1               | 0               | 1               |
| 79   | Lombardia             | Lecco           | 0               | 0               | 1               | 1               |
| 80   | Puglia                | Foggia          | 0               | 0               | 1               | 1               |
| 81   | Marche                | Ascoli Piceno   | 0               | 0               | 1               | 1               |
| 82   | Piemonte              | Asti            | 0               | 0               | 1               | 1               |
| 83   | Liguria               | Imperia         | 0               | 2               | 2               | 2               |
| 84   | Calabria              | Vibo Valentia   | 0               | 0               | 0               | 1               |

Nelle sale bingo italiane alcune aree possono essere dedicate alle slot machine. In particolare al momento vengono installate le newslot e le videolottery.

### Controversie
Un'inchiesta giornalistica di Report del 1º ottobre 2002, intitolata "Dietro al Bingo", rivela alcuni retroscena sulla legalizzazione del gioco della tombola (rinominata in Bingo) e i coinvolgimenti politici. In particolare Milena Gabanelli avrebbe affermato che imprenditori privati e multinazionali spagnole del gioco d'azzardo si sarebbero lanciati nell'affare nel 1999 quando sotto il governo D'Alema il gioco della tombola diventa Bingo, anche se il decreto legge che lo rende operativo e che trasformerebbe in illegali tutte le tombole di quartiere nasce il 21 novembre 2000 quando al Ministro delle Finanze vi erano Ottaviano del Turco e come Ministro del tesoro Vincenzo Visco.
Nella vicenda venne coinvolto anche Vincenzo Scotti, che fondò assieme a Luciano Consoli, "Formula Bingo", una società nella quale è presidente, che svolge consulenze per l'apertura delle sale bingo e rapidamente ottiene 214 delle 420 concessioni messe in campo sino a quel momento, grazie anche all'alleanza con Codere, una multinazionale spagnola del gioco d'azzardo. Codere e "Formula Bingo" danno un'impronta industriale e altamente lucrativa al gioco casalingo della tombola, dove sono necessari grandi costi e investimenti da parte dei concessionari (i quali -stando all'inchiesta- per rifarsi necessitano di giochi più lucrosi e speculativi).
Con questa operazione "Formula Bingo" guadagna l'1,50% su ogni cartella venduta dalla sue 214 consociate. Scotti è anche presidente di Ascob, l'associazione dei concessionari. È lo stesso Scotti, infatti, che, in Senato, preme per rendere abusive le tombole nei circoli e consentire l'introduzione di slot machine e videopoker nelle Sale Bingo.

## La normativa in Italia
Il gioco del bingo è stato introdotto in Italia con la legge 13 maggio 1999, n. 133 prevedendo l'istituzione di sale bingo, che avrebbero avuto anche la funzione di aggregazione sociale.
Successivamente tre decreti han stabilito le regole del gioco e le modalità di apertura e gestione delle sale bingo:
- decreto ministeriale 31 gennaio 2000 n. 29 - Regolamento recante norme per l'istituzione del gioco «Bingo» ai sensi dell'articolo 16 della legge 13 maggio 1999, n. 133.
- decreto ministeriale 12 settembre 2000 - Controllo centralizzato del gioco del «Bingo».
- decreto ministeriale 21 novembre 2000 - Approvazione della convenzione tipo per l'affidamento in concessione della gestione del gioco del «Bingo».

## Il bingo nel mondo

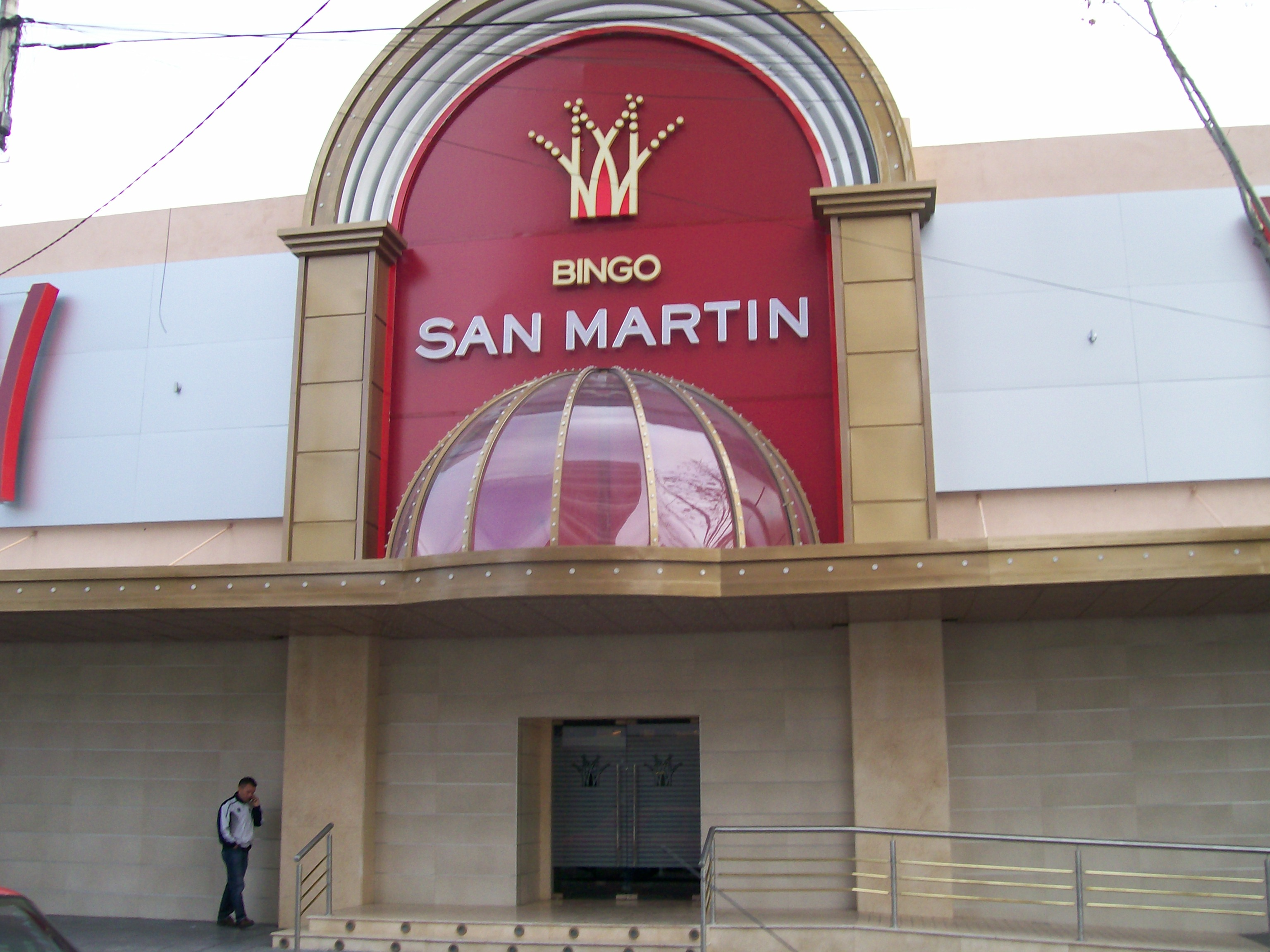
Sala Bingo in Argentina

### Stati Uniti
Negli Stati Uniti il bingo è nato in Georgia e si è diffuso in molti stati con caratteristiche molto popolari. In origine il gioco veniva chiamato beano, dalla parola inglese bean che significa "fagiolo", e solamente quando, per errore, un giocatore reclamò la vincita gridando bingo anziché beano si cominciò a chiamare il gioco con il nome attuale.
In questa versione le cartelle sono formate da 25 numeri estratti su 75.

### Argentina
Negli ultimi venti anni il gioco del bingo si è molto diffuso in Argentina con l'apertura di numerose sale bingo.

### San Marino
Il bingo si gioca a San Marino a Palazzo Diamond a Rovereta, curazia di Serravalle, gestito dall'Ente di Stato dei Giochi di San Marino.